# Specijalno vozilo
Specijalno vozilo je motorno vozilo koje je namijenjeno za prijevoz specijalnih tereta i putnika.
Specijalna vozila dijelimo prema vrsti specijalnog tereta ili putnika koje prevoze. Neka od specijalnih vozila su:
- ambulantno vozilo (za prijevoz ozlijeđenih osoba)
- cisterna (za prijevoz raznih vrsta tereta u fluidnom i rasutom obliku)
- hladnjača (za prijevoz tereta koji zahtjeva niske temperature)
- damper (za prijevoz velikih količina tereta na malim relacijama, većinom se koristi u kamenolomima i rudnicima)
- vozila vatrogasaca ...